# Навія (Астурія)
Навія (ісп. Navia) — муніципалітет в Іспанії, у складі автономної спільноти Астурія. Населення — 9190 осіб (2009).
Муніципалітет розташований на відстані близько 430 км на північний захід від Мадрида, 75 км на захід від Ов'єдо.
Муніципалітет складається з таких паррокій: Андес, Анлео, Навія, Піньєра, Полав'єха, Пуерто-де-Вега, Вільянуева, Вільяпедре.

## Демографія
Динаміка населення (INE ):

## Галерея зображень

Розташування муніципалітету
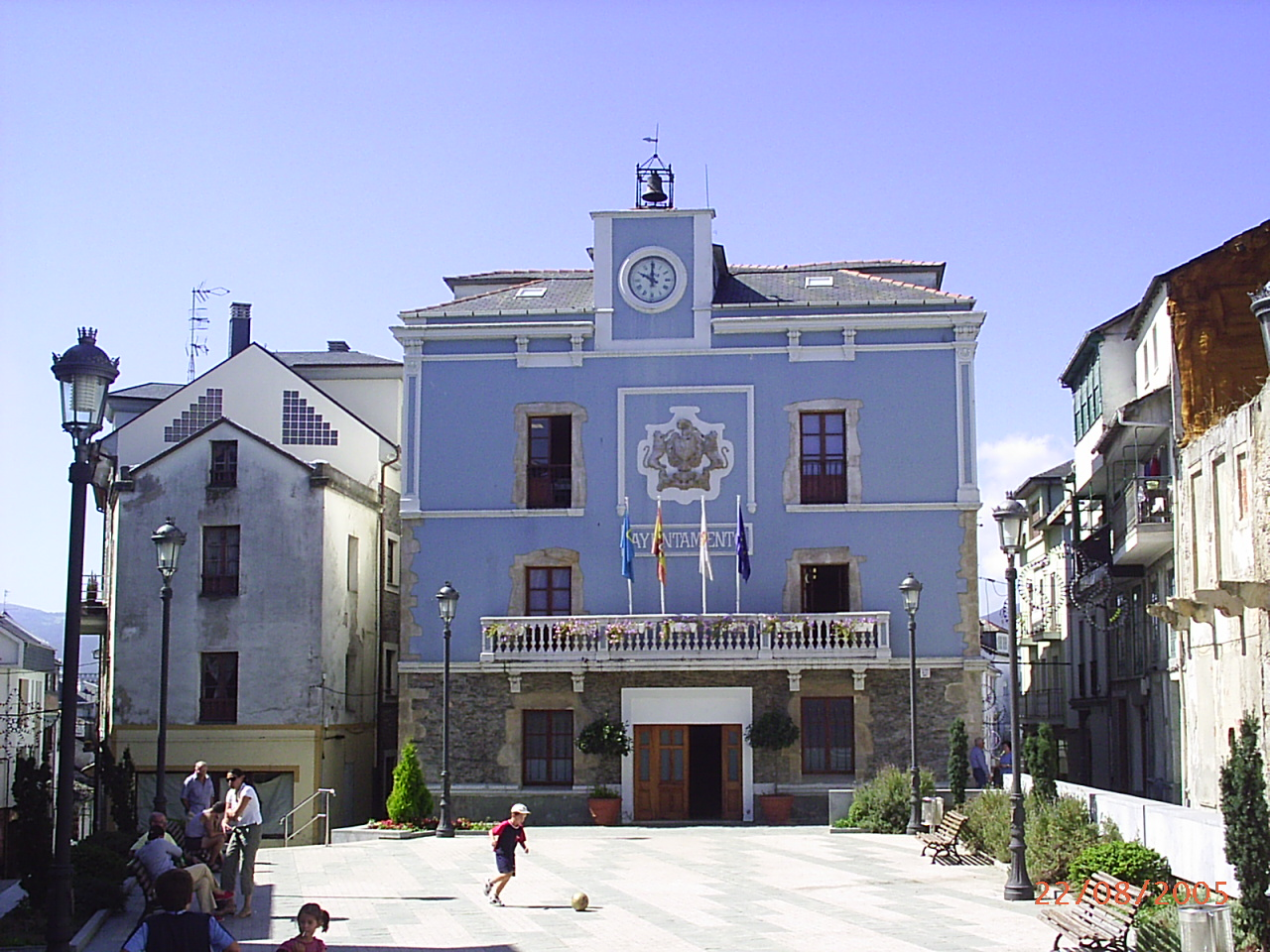
Муніципальна рада
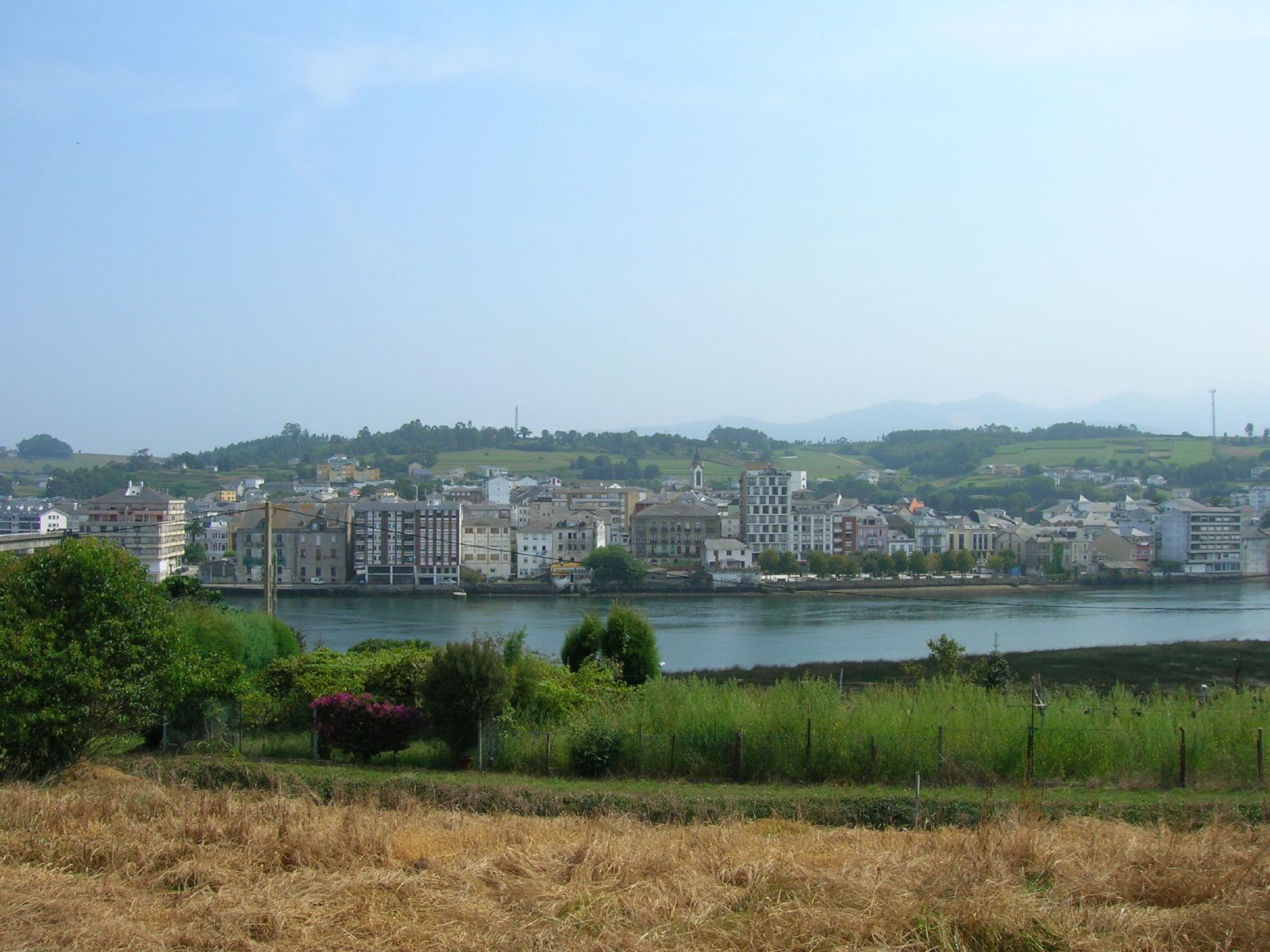
Навія, адміністративний центр однойменного муніципалітету